# 京都市立太秦中学校
京都市立太秦中学校（うずまさ　ちゅうがっこう）は、京都府京都市右京区太秦多藪町にある公立中学校。

## 沿革
- 1976年（昭和51年） - 京都市立蜂ヶ岡中学校太秦分校が設置される。
- 1977年（昭和52年） - 独立した中学校として開校。現在の制服は開校年の新入学生より使用され、蜂ヶ岡中学校から転校となった生徒は卒業まで蜂ヶ岡中学校の制服を着用した。

## 通学区域
以下の2小学校区。
- 京都市立太秦小学校
- 京都市立南太秦小学校

## 周辺
- 京都市立太秦小学校
- 京都市立南太秦小学校
- 京都桂ヶ原郵便局
- 広隆寺
- 東映太秦映画村
- 京都府道112号二条停車場嵐山線（嵯峨街道）
- 西高瀬川
- 蛇塚古墳
- 垂箕山古墳

## アクセス
- 京福電気鉄道（嵐電）嵐山本線 太秦広隆寺駅から南西へ500m
- 京都市営バス、京都バス 太秦開町にて下車